# Eublarginea argentifera
Eublarginea argentifera är en fjärilsart som beskrevs av Emilio Berio 1966/67. Eublarginea argentifera ingår i släktet Eublarginea och familjen nattflyn. Inga underarter finns listade i Catalogue of Life.